# Caldeirão (Araci)
Caldeirão é um dos 52 povoados integrantes do município brasileiro de Araci, estado da Bahia. Localiza-se a 9.1 km da sede do município e a cerca de 230 km da capital Salvador. Conta com uma população de aproximadamente 800 habitantes.